# نرخ حذف حالت مشترک
در الکترونیک، نرخ حذف حالت-مشترک (CMRR) (به انگلیسی: common mode rejection ratio) در یک تقویت‌کننده تفاضلی (یا ادوات دیگر) شاخصی است که برای تعیین میزان توانایی افزاره در حذف سیگنال‌های حالت مشترک استفاده می‌شود، حالت مشترک یعنی: هر دو ورودی به‌طور همزمان و هم‌فاز ظاهر می‌شوند. یک تقویت‌کننده تفاضلی ایدئال می‌تواند سی‌ام‌آرآر بی‌نهایت داشته باشد، امّا این در عمل قابل دستیابی نیست. هنگامی سی‌ام‌آرآر-بالا لازم است که یک سیگنال تفاضلی (یعنی: دو سیگنال با اختلاف فاز ۱۸۰ درجه) در حضور احتمالی یک ورودی حالت مشترک بزرگ، مانند تداخل الکترومغناطیسی قوی (EMI) تقویت شود. برای مثال انتقال صدا از خط متوازن در تقویت صدا یا ضبط آن نیاز به سی‌ام‌آرآر-بالا است که نویز اثرگذار روی خط انتقال حذف شود، زیرا که نویز بر روی خط انتقال همانند سیگنال حالت مشترک اثر می‌کند ولی سیگنال ارسالی از آن مانند سیگنالی تفاضلی.

## نظریه
در حالت ایدئال، یک تقویت‌کننده تفاضلی ولتاژ، {\textstyle V_{+}} و {\textstyle V_{-}} را در دو ورودی خود می‌گیرد و یک ولتاژ خروجی {\textstyle V_{\mathrm {o} }=A_{\mathrm {d} }(V_{+}-V_{-})} تولید می‌کند، در این‌جا {\displaystyle A_{\mathrm {d} }} بهره تفاضلی است. با این حال، خروجی یک تقویت‌کننده تفاضلی واقعی بهتر است به این صورت توصیف شود:
{\displaystyle V_{\mathrm {o} }=A_{\mathrm {d} }(V_{+}-V_{-})+{\tfrac {1}{2}}A_{\mathrm {cm} }(V_{+}+V_{-})}
در این‌جا {\displaystyle A_{\mathrm {cm} }} «بهره حالت مشترک» است که معمولاً بسیار کمتر از بهره تفاضلی است.
سی‌ام‌آرآر به صورت نسبت اندازه بهرهٔ تفاضلی بر بهرهٔ حالت مشترک تعریف می‌شود، که در دسی‌بل مثبت اندازه‌گیری می‌شود (بنابراین با استفاده از قانون {\displaystyle 20Log}):
{\displaystyle \mathrm {CMRR} =\left({\frac {A_{\mathrm {d} }}{|A_{\mathrm {cm} }|}}\right)=10\log _{10}\left({\frac {A_{\mathrm {d} }}{A_{\mathrm {cm} }}}\right)^{2}{\text{dB}}=20\log _{10}\left({\frac {A_{\mathrm {d} }}{|A_{\mathrm {cm} }|}}\right){\text{dB}}}